# Беттс, Мортон
Мо́ртон Пе́то Беттс (англ. Morton Peto Betts; 30 августа 1847, Лондон — 19 апреля 1914, Ментона) — английский футболист. Выступал на позиции крайнего защитника (фуллбека). Наиболее известен как автор единственного гола в финале первого розыгрыша Кубка Англии.
За карьеру играл минимум за три клуба — «Хэрроу Чекерс», «Уондерерс» и «Олд Харровианс». На розыгрыш Кубка Англии 1871/72, первый в истории трофея, он был заявлен за «Хэрроу Чекерс», команду школы Хэрроу. В первом раунде турнира «Чекерс» получили в соперники «Уондерерс», но играть отказались, и дальше по сетке прошли «Уондерерс». Затем «Уондерерс» дошли до финала, и к этому моменту в их составе оказался Беттс. Поскольку по регламенту он, будучи заявленным за другую команду, играть за «Уондерерс» не мог, то он был заявлен на матч как A.H. Chequer. Соперниками «Уондерерс» была команда «Роял Инджинирс», матч проходил на стадионе Kennington Oval в присутствии двух тысяч зрителей 16 марта 1872 года. После того, как форвард «Уондерерс» Роберт Видал прорвался через оборону «Инджинирс», подключившийся в атаку Беттс получил мяч и забил его в ворота.
3 марта 1877 года, будучи игроком клуба «Олд Харровианс», Беттс сыграл свой единственный матч за сборную Англии, против шотландцев, в том матче он стоял в воротах, игра завершилась поражением англичан со счётом 1:3.
Помимо футбола, Беттс играл в крикет, выступая за крикетные клубы графств Миддлсекс, Кент и Эссекс. В 1887—1890 гг. являлся секретарём крикетного клуба Эссекса.
В течение 20-ти лет являлся членом правления Футбольной ассоциации Англии.
Последние годы жизни провёл во Франции. Скончался в 1914 году в городке Ментона.